# 301e division de fusiliers (1re formation)
Pour les articles homonymes, voir 301e division.
La 301e division de fusiliers (russe : 301-я стрелковая дивизия) est une division de fusiliers de l'Armée rouge pendant la Seconde Guerre mondiale. Elle est mise sur pied peu de temps après l'invasion allemande, mais est bientôt en grande partie détruite lors de l'encerclement de Kiev.

## Historique
La division commence à se former le 10 juillet 1941 à Poltava, dans le district militaire de Kharkov,. Son ordre de bataille est le suivant :
- 1050e régiment de fusiliers
- 1052e régiment de fusiliers
- 1054e régiment de fusiliers
- 823e régiment d'artillerie
- 356e bataillon de reconnaissance
- 592e bataillon de sapeurs
- 757e bataillon des transmissions

Le colonel Alekseï Alexandrovitch Sokolov est nommé commandant le jour où la division commence à se former. Moins d'un mois plus tard, la 301e division rejoint le front du Sud-Ouest, arrivant après une marche relativement courte le 2 août. Trois jours plus tard, elle est affectée à la 38e armée, mais le 1er septembre, elle est déplacée vers le nord vers une position le long du fleuve Dniepr, à environ 70 km au sud-est de Kiev, au sein de la 26e armée. Elle se retrouve en grande partie piégée lorsque les forces allemandes font leur jonction à l'extrême est de Kiev plus tard en septembre. Bien que la division ait été effectivement détruite en tant que force combattante au cours de ce mois, il semble qu'au moins un cadre se soit échappé, dont le colonel Sokolov, qui reste aux commandes jusqu'au 1er décembre. Il est remplacé à cette date par le major-général Alexandre Timofeevich Volchkov. La division est finalement officiellement retirée de l'ordre de bataille soviétique le 27 décembre et, à la même date, une nouvelle formation de la division commence, également sous les ordres du major-général Volchkov.